# Arrondissement de Remiremont

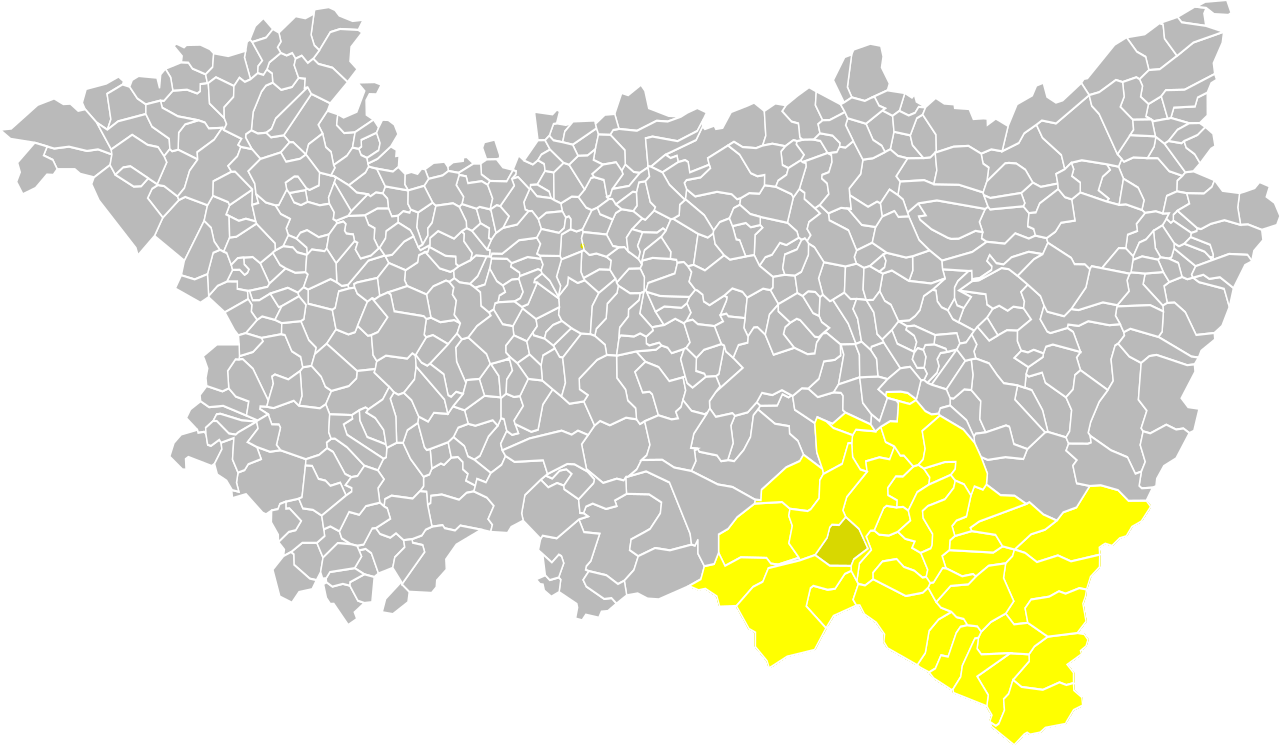
En jaune, l'arrondissement de Remiremont. En jaune foncé, la ville de Remiremont.

L'arrondissement de Remiremont est une ancienne subdivision administrative du département des Vosges créée le 17 février 1800 et supprimée le 10 septembre 1926. Les cantons furent rattachés à l'arrondissement d'Épinal.

## Composition
Il comprenait à l'origine les cantons de Cornimont, Plombières-les-Bains, Ramonchamp et Remiremont.
Deux chefs-lieux ont été transférés par la suite, de Cornimont à Saulxures-sur-Moselotte en 1803, de Ramonchamp au Thillot en 1860.

## Liste chronologique des sous-préfets de Remiremont
- 1800-1813 : RICHARD, Nicolas-François-Joseph
- 1813-1815 : MORTEMART-BOISSE
- 1815 : BLANCHARD
- 1815 : THIERRET
- 1815-1821 : AZEMAR de LABAUME (d’), Martial
- 1821-1830 : CLEMENT
- 1830-1833 : MOUGEOT, Joseph
- 1833-1845 : BRACKENHOFFER, Auguste
- 1845-1848 : ROBILLOT, Félix
- 1848 : DELORME
- 1848 : LAURENT
- 1848 : NOEL, Charles-Camille
- 1848-1850 : LAURENT
- 1850 : LOWASY de LOINVILLE
- 1850-1858 : PECHIN, Edouard
- 1858-1867 : Bernard Marie Jean Charles de RAYMOND-CAHUZAC
- 1867-1869 : PICQUART, Jacques-Anatole 1867-1869
- 1869-1872 : HUTTIN, Dominique-Émile
- 1872-1874 : DU BOIS du TILLEUL
- 1874-1876 : BOURDONCLE, Jules-Georges-Albert-Eugène
- 1876-1877 : LADREIT de LA CHARREIRE, Paul-Alexandre-René
- 1877 : DOUCIN, Eugène-Joseph-Marie
- 1877 : BARREY (vicomte de)
- 1877 : SANTELLI, Paul-Antoine
- 1877 : LAULANIE (de)
- 1877 : COURCY (de)
- 1877-1879 : DOURCIN, Eugène-Joseph-Marie
- 1879 : CHARPENTIER, Emile
- 1879-1883 : LABARTHE, Auguste
- 1883-1891 : HEIM, Emile-Eugène
- 1891-1895 : OTTENHEIMER, Charles-Adolphe
- 1895-1906 : BAILLY, Charles-Joseph
- 1906-1909 : LAUZERAIN, Guillaume
- 1909 : MOURY-MUZET, Eugène-Constant
- 1909-1912 : LAUZERAIN, Guillaume
- 1912-1914 : DUBOIS, Augustin-Pierre-Joseph
- 1914 : MAGE, Marie-Denis-Eugène-Louis

## Liens
- [PDF] Archives de la sous-préfecture
- Organisation administrative de l'Empire dans l'almanach impérial pour l'année 1810